# Мороу (Џорџија)
Мороу (Џорџија) (енгл. Morrow) град је у америчкој савезној држави Џорџија. По попису становништва из 2010. у њему је живело 6.445 становника.

## Демографија
Према попису становништва из 2010. у граду је живело 6.445 становника, што је 1.563 (32,0%) становника више него 2000. године.
| Група             | 2000.         | 2010.         |
| Белци             | 2.093 (42,9%) | 1.156 (17,9%) |
| Афроамериканци    | 1.763 (36,1%) | 2.934 (45,5%) |
| Азијати           | 630 (12,9%)   | 1.641 (25,5%) |
| Хиспаноамериканци | 292 (6,0%)    | 615 (9,5%)    |
| Укупно            | 4.882         | 6.445         |